# Mój ojciec Gandhi
Mój ojciec Gandhi (oryg. Gandhi, My Father) – indyjski film zrealizowany w 2007 roku przez reżysera teatralnego debiutującego w filmie Feroz Abbas Khana, wyprodukowany przez aktora, gwiazdę Bollywoodu Anil Kapoora (Taal) Tematem filmu są bolesne relacje Harilala Gandhiego sportretowanego przez Akshaye Khanna i jego ojca Mahatmę Gandhiego zagranego przez Darshan Jariwala).
Film zrealizowano w Południowej Afryce, Bombaju i Ahmadabadzie.

## Opis fabuły
Lato 1948 roku. Do bombajskiego szpitala przywożą umierającego włóczęgę. Pytany o ojca podaje imię 4 miesiące wcześniej zastrzelonego Gandhiego.
Umierając Harilal Gandhi (Akshaye Khanna), najstarszy syn Mahatmy wspomina swoje życie. 1906. Radźkot, rodzinne miasto Gandhiego w Gudżaracie. Harilal pozostawiony przez rodziców, którzy w  Południowej Afryce żyjąc w założonym przez Gandhiego (Darshan Jariwala) aśramie Phoenix walczą o prawa Indusów. Gandhiego oburza list z Indii od syna. Decyduje się on nie pytając go o zgodę nie czekać z poślubieniem wybranej mu przez ojca narzeczonej Gulab (Bhoomika Chawla). Gandhi mówi do żony, że nieposłuszeństwo Harilala oznacza zerwanie więzi ojcowsko-synowskiej. Mimo tego Harilal opuściwszy żonę przybywa do Indii, by pomagać ojcu w jego walce. Gdy Gandhi za odmowę rejestracji wymuszanej przez Brytyjczyków na Indusach idzie do więzienia, to Harilal rozpala tłumy przemówieniami, drukuje pisane w więzieniu apele ojca.  Wkrótce sam zostaje uwięziony. Podczas widzenia dowiaduje się o planowanym wyjeździe jego rodziny do Indii. Gandhi nie chce, aby obecność żony i córki rozpraszała bojownika. Służąc ojcu, Harilal czuje się coraz bardziej zawiedziony. Marzy o studiach w Anglii, chciałby zostać prawnikiem, jak jego ojciec, tęskni za rodziną. Dowiedziawszy się, że ojciec kolejny raz przeznacza ufundowane stypendium na studia dla kogoś innego, pomijając jego, decyduje się wrócić do Indii i żyć własnym życiem. Niestety w Indiach czeka go niepowodzenie za niepowodzeniem. Wsparcie matki Kasturby (Shefali Shetty) nie ma wpływu na decyzje ojca Harilala. Zasady Gandhiego nie pozwalają mu na udzielenie pomocy synowi. Harilal próbując utrzymać rodzinę wchodzi w coraz bardziej dwuznaczne interesy, zaczyna pić.

## Tło
W oparciu o biografię Harilal Gandhi:A Life Chandulala Bhagubhai Dalala.  sztukę Khana Mahatma vs. Gandhi, - różne od filmu, ale z podobną tematyką.

## Obsada
- Darshan Jariwala – Mahatma Gandhi
- Akshaye Khanna – Harilal Gandhi
- Bhumika Chawla – Gulab Gandhi
- Shefali Shah – Kasturba Gandhi
- Vinay Jain – Kanti Gandhi
- Rajendranath Zutshi ... właściciel herbaciarni

## Nagrody
- Shefali Shah za rolę żony Gandhiego Kasturby Gandhi otrzymała na festiwalu w Tokio nagrodę dla najlepszej aktorki.
- Reżyser Feroz Abbas Khan był nominowany do nagrody za najlepszy film na festiwalu w Tokio (Tokyo International Film Festival)